# لهجات عربية مغاربية
 اللهجات المغاربية أو «الدارجة» هي جملة اللهجات العربية المحكية في بلدان المنطقة المغاربية؛ وتضم هذه اللهجات كلا من الدارجة المغربية والدارجة الجزائرية والدارجة التونسية والدارجة الليبية. وتتقارب بعضُها من بعض بحسب موقع ناطقيها السكاني، ويمكن رؤية تشابه بينها كما يمكن رؤية الاختلاف فاللهجة الليبية مثلا تختلف عن المغربية بالقدر الذي تختلف فيه السورية أو اللبنانية عن الأولى فهي أكثر شبهاً باللهجة التونسية، وإلى حد ما اللهجات الخليجية، منها باللهجات المصرية أو المغربية أو الجزائرية.
وبشكل عام لا يمكن اعتبار اللهجة الليبية والمصرية والمغربية من حوض لهجوي واحد وإن كانت كلها لهجات عربية. حيث في ليبيا ذات الطابع البدوي مثلا تغلب لهجة البدو على الوجه العام للهجة الليبية في غالبية البلاد مع نسبية الأمر في طرابلس فكانت اللهجة الليبية بذلك استثناء كبيراً من حيث اللهجة عن باقي دول المغرب العربي مع استثناء قرب اللهجة الليبية من اللهجة الحسانية المنتشرة في موريتانيا والصحراء الغربية وهي أقرب في الكثير من المظاهر إلى لهجات البدو في الجزيرة العربية وهي تقريباً نفس اللهجة المحكية في الجنوب التونسي، فيما لا يحصل هذا الأمر في المغرب مثلا حيث التأثير الأندلسي هو الأكبر.

مزيج من العربية الفصحى واللهجة التونسية والفرنسية في ملصق مزود خدمة الإنترنت تونسي.

كما توجد في هذه اللهجات كلمات من اللغات الأوروبية وخاصةً اللغة الفرنسية نتيجة للاستعمار الفرنسي في الجزائر وتونس والمغرب. أما ليبيا فنجد استعمال الكلمات الإيطالية وبعض الكلمات الأمازيغية والتركية والأفريقية بالقدر الذي توجد به كلمات فارسية أو تركية أو هندية في المشرق العربي.
و يبدو أن اللهجة البدوية هي فرع من لهجة القبائل القيسية التي دخلت للمغرب العربي منذ العام 1090 م
الفرق الكبير بين اللهجات المغاربية يكمن في اللكنة أو طريقة النطق فبينما اللكنة الليبية والتونسية والجزائرية الشرقية سلسة سهلة الفهم بينما اللكنة الجزائرية الغربية والمغربية أصعب بكثير وعامة لا يستطيع المشرقيون فهمها مبدئيا.

## لسن
- لهجات عربية
- لهجات عربية ما قبل الهلالية
- لهجات هلالية
- كوينيه:
  - لهجة جزائرية
  - لهجة مغربية
  - دارجة تونسية
  - لهجة ليبية
  - لهجة جبلية
  - لهجة جيجلية
  - لهجة أندلسية (إنقرضت)
  - صقلية عربية (إنقرضت)

نظرة عامة على أنواع لسن اللغة العربية. اللسن المغاربية هي درجات الأزرق.

    - اللغة المالطية (تنحدر من اللغة الصقلية العربية، ولكنها تأثرت مفرداتها بشكل مكثف باللغات التونسية والليبية والصقلية والإيطالية والفرنسية، ومؤخرا باللغة الإنجليزية)
- البدو الغربي:
  - لهجة حسانية
  - لهجة صحراوية

## خصائص
إن اللسن المغاربية العربية (الدارجة) لها درجة كبيرة من الوضوح المتبادل، وخاصة بين المناطق المجاورة جغرافيا (مثل اللهجات المحلية المتحدث بها في شرق المغرب والغرب الجزائري أو شرق الجزائر وشمال تونس أو جنوب تونس وغرب ليبيا)، ولكن بشكل أقل بين الدارجة المغربية والتونسية. وطريقة معاكسة، لا يمكن أن يفهم الشرقيون الناطقون بالعربية (من مصر والسودان والشام والعراق وشبه الجزيرة العربية) بشكل عام، الدارجة المغربية، والدارجة التونسية، ولا سيما الدارجة الجزائرية، لأنها مستمدة من طبقة سفلية مختلفة ومزيج من العديد من اللغات (البربرية، اللاتينية (رومانسية أفريقية)، والعربية القديمة، والتركية العثمانية، والفرنسية، والإسبانية، والمستعربة، والإيطالية، ولغات النيجر والكونغو). بعض اللغويين مثل شارل فيرغسون، وليم مرسيه يعتبر الدارجة المغاربية العربية لغة مستقلة.

### العلاقة مع اللغة العربية الحديثة واللغات الامازيغية
اللغة الفصحى الحديثة هي اللغة الأساسية المستخدمة في الحكومة والتشريع والقضاء في المغاربية. المغاربية هي لغة منطوقة ومحلية، على الرغم من أنها تظهر أحيانا في مجال الترفيه والإعلان في المناطق الحضرية في الجزائر والمغرب وتونس. في الجزائر، حيث تم تدريس الدارجة كموضوع منفصل تحت الاستعمار الفرنسي، بعض الكتب المدرسية في اللغة موجودة لكنها لم تعد معتمدة رسميا من قبل السلطات الجزائرية. تحتوي المغاربية العربية على طبقة امازيغية، تمثل اللغات التي تحدث بها في الأصل سكان بلاد المغرب قبل اعتمادهم للغة العربية. وقد تكون أيضا للهجة ركيزة بونيقية. إضافة إلى ذلك، فإن للمغاربية طبقة سفلية لاتينية، التي قد تكون مستمدة من الرومانسية الأفريقية التي استخدمت كلغة حضرية مشتركة خلال فترة الإمبراطورية البيزنطية.

### العلاقة مع اللغات الأجنبية
كثيرا ما يقتبس الناطقون باللهجة المغاربية كلمات من الفرنسية (في المغرب والجزائر وتونس) والإسبانية (في المغرب) والإيطالية (في ليبيا وتونس) ويُصرّفونها وفقا لقواعد لهجاتهم النحوية مع بعض الاستثناءات (مثل الصوت السلبي على سبيل المثال) . وبما أنها ليس مكتوبة دائما، فلا يوجد معيار فهناك نوع من الحرية للتغيير والتقاط مفردات جديدة من اللغات المجاورة. هذا يشبه إلى حد ما ما حدث للغة الإنجليزية الوسطى بعد الغزو النورماندي.